# شهرستان الزورت (کانزاس)
شهرستان الزورت، کانزاس (به انگلیسی: Ellsworth County, Kansas) شهرستانی در ایالات متحده آمریکا است که در کانزاس واقع شده‌است.